# Fabiano Fontanelli
Pour les articles homonymes, voir Fontanelli.
Fabiano Fontanelli, né le 24 avril 1965 à Faenza, dans la province de Ravenne en Émilie-Romagne en Italie, est un coureur cycliste italien.

## Biographie
Professionnel de 1989 à 2003, Fabiano Fontanelli a notamment remporté quatre étapes du Tour d'Italie. Il a réalisé sa meilleure saison en 1996, en remportant huit victoires et en se classant cinquième de trois épreuves de Coupe du monde. Cette saison a cependant été entachée d'un contrôle positif à la testostérone lors de l'Amstel Gold Race, qui lui a valu six mois de suspension.
Lors du Tour de France 1994, il fait partie des coureurs chutant à l'arrivée de la première étape à Armentières. Il abandonne en raison d'une fracture de la clavicule.
Membre de l'équipe Mercatone Uno à partir de 1998, il a accompagné Marco Pantani lors de son doublé Tour d'Italie-Tour de France.
En 2001, un hématocrite supérieur à 50 % lui a valu d'être mis hors course durant 15 jours et d'être le premier coureur à subir le test urinaire de détection de l'EPO.
Depuis 2005, il est directeur sportif de l'équipe Navigare, dans laquelle il avait fait ses débuts professionnels.

## Palmarès

### Palmarès amateur
- 1986
  - Coppa Caduti di Reda
- 1987
  - Gran Premio Calvatone
- 1988
  - 2e de la Coppa della Pace

### Palmarès professionnel
| - 1989 - 2e étape du Tour de Calabre - 1990 - 2e du Tour de Romagne - 1991 - Tour des Pouilles : - Classement général - 1re et 3e étapes - 1993 - Tour de la province de Reggio de Calabre - 4e et 6e étapes de la Semaine bergamasque - 11e étape du Tour d'Italie - 5e étape du Tour de Pologne - 1994 - 5e et 6e étapes de la Semaine bergamasque - 1re étape du Tour des vallées minières - Prologue 1re étape du Clásico RCN - 8e de Milan-San Remo - 1995 - Grand Prix Pino Cerami - 2e et 3e étapes du Tour de Calabre - 5e étape du Tour de Luxembourg - 6e de Milan-San Remo - 1996 - Grand Prix d'ouverture La Marseillaise - 3e étape du Tour méditerranéen - Trophée Pantalica - Tour de l'Etna - 3e étape de Tirreno-Adriatico - 2e étape du Tour du Trentin - 12e étape du Tour d'Italie - 5e du Tour des Flandres - 5e de Liège-Bastogne-Liège - 5e de l'Amstel Gold Race | - 1997 - 11e et 12e étape du Tour de Langkawi - 16e étape du Tour d'Italie - 1998 - 16e étape du Tour d'Italie - 1999 - 5ea étape de la Semaine catalane - Paris-Camembert - 2000 - 5e étape du Memorial Cecchi Gori - 2001 - 2e étape du Tour des Asturies - 2002 - Grand Prix de la ville de Rio Saliceto et Correggio - Tour de la province de Lucques : - Classement général - 1re étape - 2e du Tour de Romagne - 2003 - 3e du Grand Prix de l'industrie et de l'artisanat de Larciano |  |

## Résultats sur les grands tours

### Tour de France
4 participations
- 1994 : non-partant (7e étape)
- 1997 : abandon (4e étape)
- 1998 : 72e
- 2000 : abandon (12e étape)

### Tour d'Italie
14 participations
- 1989 : non-partant (21e étape)
- 1990 : abandon (9e étape)
- 1991 : 120e
- 1992 : 142e
- 1993 : 118e, vainqueur de la 11e étape
- 1994 : 68e
- 1995 : abandon (7e étape)
- 1996 : abandon (13e étape), vainqueur de la 12e étape
- 1997 : 92e, vainqueur de la 16e étape
- 1998 : hors-délai (17e étape), vainqueur de la 16e étape
- 1999 : exclusion de l'équipe Mercatone Uno (21e étape)
- 2000 : 93e
- 2002 : 135e
- 2003 : 91e

### Tour d'Espagne
2 participations
- 1993 : abandon (11e étape)
- 2001 : abandon (11e étape)